# Georges Heuyer
Georges Heuyer (* 30. Januar 1884 in Pacy-sur-Eure; † 23. Oktober 1977 in Paris) war ein französischer Arzt. Er gilt als Begründer der Kinderpsychiatrie in Frankreich.

## Leben
Georges Heuyer promovierte 1914 unter Ernest Dupré. 1937 gehörte er zu den Organisatoren des ersten internationalen Kongresses über Kinderpsychiatrie in Paris. Zuvor hatte er zwei Jahre im Sanatorium von Sancellemoz verbracht. 1944 heiratete er in dritter Ehe Suzanne Le Garrec. Im Jahr darauf starben zwei seiner Söhne, einer an Tuberkulose und einer infolge eines Unfalls. 1948 wurde Heuyer Professor für Kinderpsychiatrie. Diese Professur war extra für Heuyer eingerichtet worden und war der erste Lehrstuhl für Kinderpsychiatrie in Europa und der zweite weltweit. 1949 war er für die Organisation des ersten Weltkongresses für Psychiatrie verantwortlich und übernahm den Vorsitz der Sektion Kinder- und Jugendpsychiatrie. In den 1950er-Jahren ging er in den Ruhestand.
Heuyer war Mitglied bzw. Vorsitzender zahlreicher wissenschaftlicher Vereinigungen. Unter anderem war er Professor h. c. der medizinischen Fakultät der Universität von Santiago de Chile, Ehrenpräsident der Gesellschaft für Kinderneuropsychiatrie von Venezuela und Ehrenmitglied der pädiatrischen Gesellschaft von Uruguay, außerdem Ehrenpräsident der Vereinigung der europäischen Kinderpsychiater. Er veröffentlichte zahlreiche Schriften. Seit 1973 ist eine Klinik nach ihm benannt.
In Mano. Der Junge, der nicht wusste, wo er war, einem Jugendbuch von Anja Tuckermann, ängstigt Dr. Heuyer den Sintojungen Mano Höllenreiner mit seinen Therapieversuchen fast zu Tode.   